# Tornolo
Tornolo är en ort och kommun i provinsen Parma i regionen Emilia-Romagna i Italien. Kommunen hade 939 invånare (2018).